# Protriptilina
Protriptilina, vendida sob a marca comercial Vivactil entre outras, é um antidepressivo tricíclico (abreviados na literatura como TCA, do inglês tricyclic antidepressant), especificamente uma amina secundária, indicada para o tratamento de depressão e Transtorno do déficit de atenção com hiperatividade (TDAH)  Unicamente entre a maioria dos TCAs, protriptilina tende a ser estimulante ao invés de sedativo, e às vezes é usada para narcolepsia para alcançar um efeito promotor de vigília.
TCAs incluindo protriptilina também são usados para reduzir a incidência de cefaleias recorrentes tais como enxaqueca, e para outros tipos de dor crônica. Este medicamento também pode ser usado para tratamento da apneia do sono junto com um inibidor de anidrase carbônica.

## Usos médicos
Protriptilina é usada principalmente para tratar depressão e para tratar a combinação de sintomas de ansiedade e depressão. Como a maioria dos antidepressivos desta classe química e farmacológica, a protriptilina também foi usada em um número limitado de pacientes para tratar transtorno de pânico, transtorno obsessivo-compulsivo, transtorno de déficit de atenção/hiperatividade, enureses, distúrbios alimentares como bulimia nervosa, dependência de cocaína e a fase depressiva do transtorno bipolar (transtorno maníaco-depressivo). Também foi usado para apoiar os programas de cessação do tabagismo.
Protriptilina está disponível em comprimidos de 5 mg e 10 mg. As doses variam de 15 a 40 mg por dia e podem ser tomado em uma dose diária ou dividido em até quatro doses diárias. Algumas pessoas com depressão grave podem exigir até 60 mg por dia.
Em adolescentes e pessoas com mais de 60 anos, a terapia deve ser iniciada com uma dose de 5 mg três vezes por dia e aumentada sob supervisão de um médico conforme necessário. Pacientes com mais de 60 anos que estão tomando doses diárias de 20 mg ou mais devem ser monitorados de perto para efeitos colaterais, como freqüência cardíaca rápida e retenção urinária.
Como todos os TCAs, protriptilina deve ser usada com cautela e com uma estreita supervisão médica. Isto é especialmente importante para pessoas com glaucoma, especificamente glaucoma de ângulo fechado (a forma mais grave) ou retenção urinária, para homens com hiperplasia benigna da próstata (glândula prostática alargada), e para os idosos. Antes de iniciar o tratamento, as pessoas devem discutir os riscos relativos e os benefícios do tratamento com seus médicos para ajudar a determinar se protriptilina é o antidepressivo certo para eles.

## Contra-indicações
Protriptilina pode aumentar a freqüência cardíaca e o estresse no coração. Pode ser perigoso para pessoas com doenças cardiovasculares, especialmente aquelas que sofreram recentemente um ataque cardíaco, tomar essa droga ou outros antidepressivos na mesma classe farmacológica.